# Tilman Esslinger

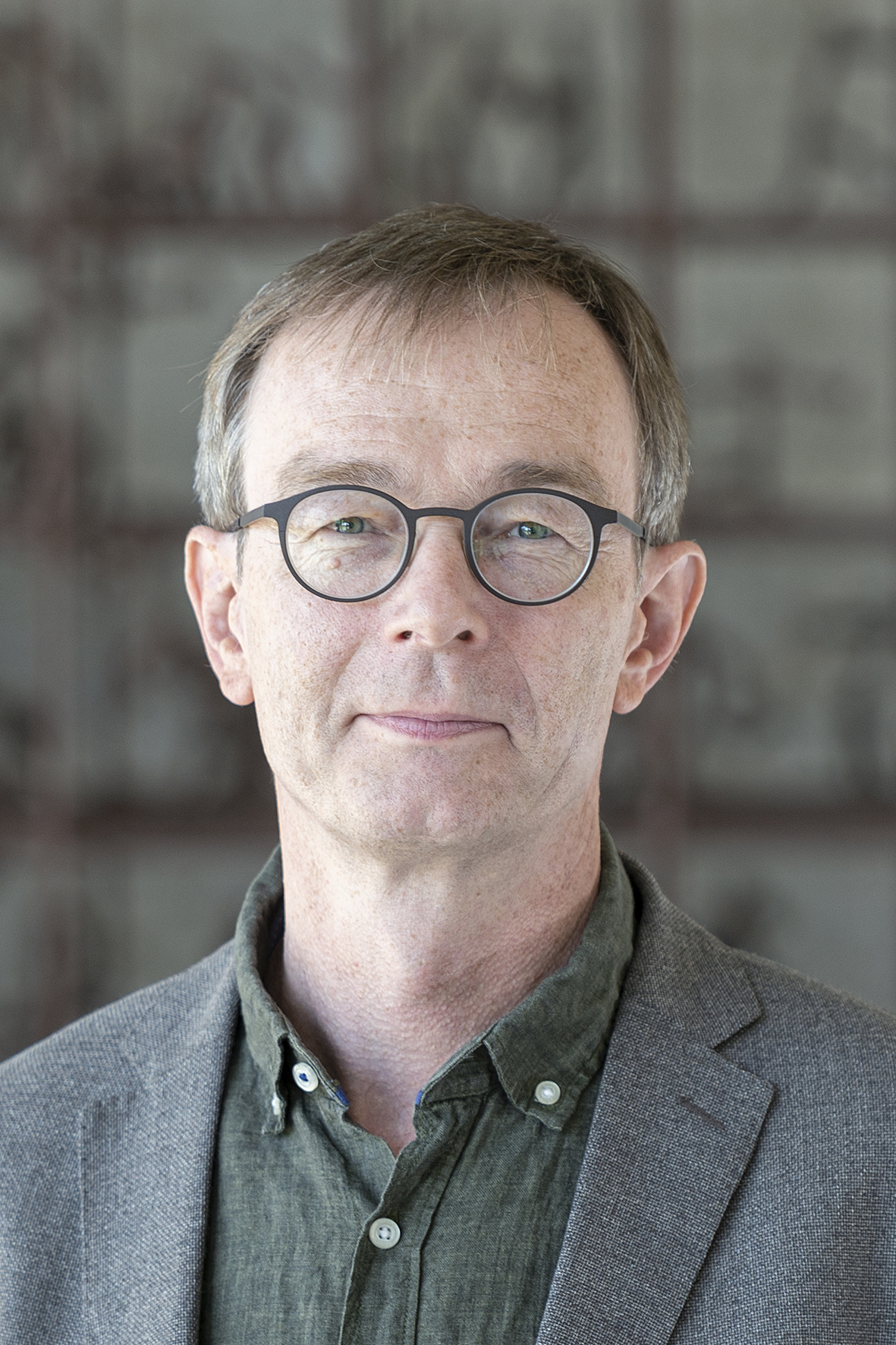
Tilman Esslinger (2019)

Tilman Esslinger (* 25. Juli 1965) ist ein schweizerischer und deutscher Physiker. Er ist Professor an der ETH Zürich, wo er auf dem Gebiet der ultrakalten Quantengase und der optischen Gitter arbeitet.

## Leben
Tilman Esslinger promovierte 1995 in Physik an der Universität München und dem Max-Planck-Institut für Quantenoptik (Deutschland). Für seine Dissertation arbeitete er unter der Leitung von Theodor Hänsch an Laserkühlung und optischen Gittern. Nach der Promotion baute er in Hänschs Abteilung seine eigene Arbeitsgruppe auf und leistete Pionierarbeit auf dem Gebiet von Atomlasern, beobachtete langreichweitige Phasenkohärenz in einem Bose-Einstein-Kondensat sowie den Quantenphasenübergang in einem Bose-Gas von einer Supraflüssigkeit zu einem Mott-Isolator. Nach seiner Habilitation wurde Esslinger im Oktober 2001 als ordentlicher Professor an die ETH Zürich berufen, wo er wegbereitende Beiträge auf den Gebieten von eindimensionalen Atomgasen, atomaren Fermi-Hubbard-Modellen und der Verschmelzung von Quantengas-Experimenten mit der Hohlraum-Quantenelektrodynamik leistete.
2014 wurde er zum Fellow der American Physical Society (APS) ernannt.

## Wirken
Die Forschungsarbeiten von Esslinger und seinen Mitarbeitern haben einen interdisziplinären Austausch zwischen Gruppen auf den Gebieten der Quantengase und der Festkörperphysik angeregt. Wichtige Ergebnisse der vergangenen Jahre umfassen die Entwicklung eines Quantensimulators für Graphen, den Aufbau eines optomechanischen Systems bestehend aus einem optischen Resonator und einem Quantengas, in welchem zum ersten Mal der Dicke-Quantenphasenübergang beobachtet wurde, sowie die Schaffung eines auf Atomgasen basierenden Analogon eines mesoskopischen Leiters und der Beobachtung des Einsetzens von Suprafluidität in diesem System. Esslinger erhielt 2000 einen Philip Morris Forschungspreis (gemeinsam mit Theodor Hänsch und Immanuel Bloch). Esslinger hat zwei Advanced Grants des Europäischen Forschungsrats (ERC) erhalten, mit Förderung ab 2010 bzw. 2017. Er ist Autor von mehr als 80 Fachpublikationen, die insgesamt mehr als 29000 Mal zitiert wurden (Stand September 2020).